# Starways
Starways war eine britische Fluggesellschaft mit Sitz in Liverpool, die von 1948 bis 1964 existierte.

## Geschichte

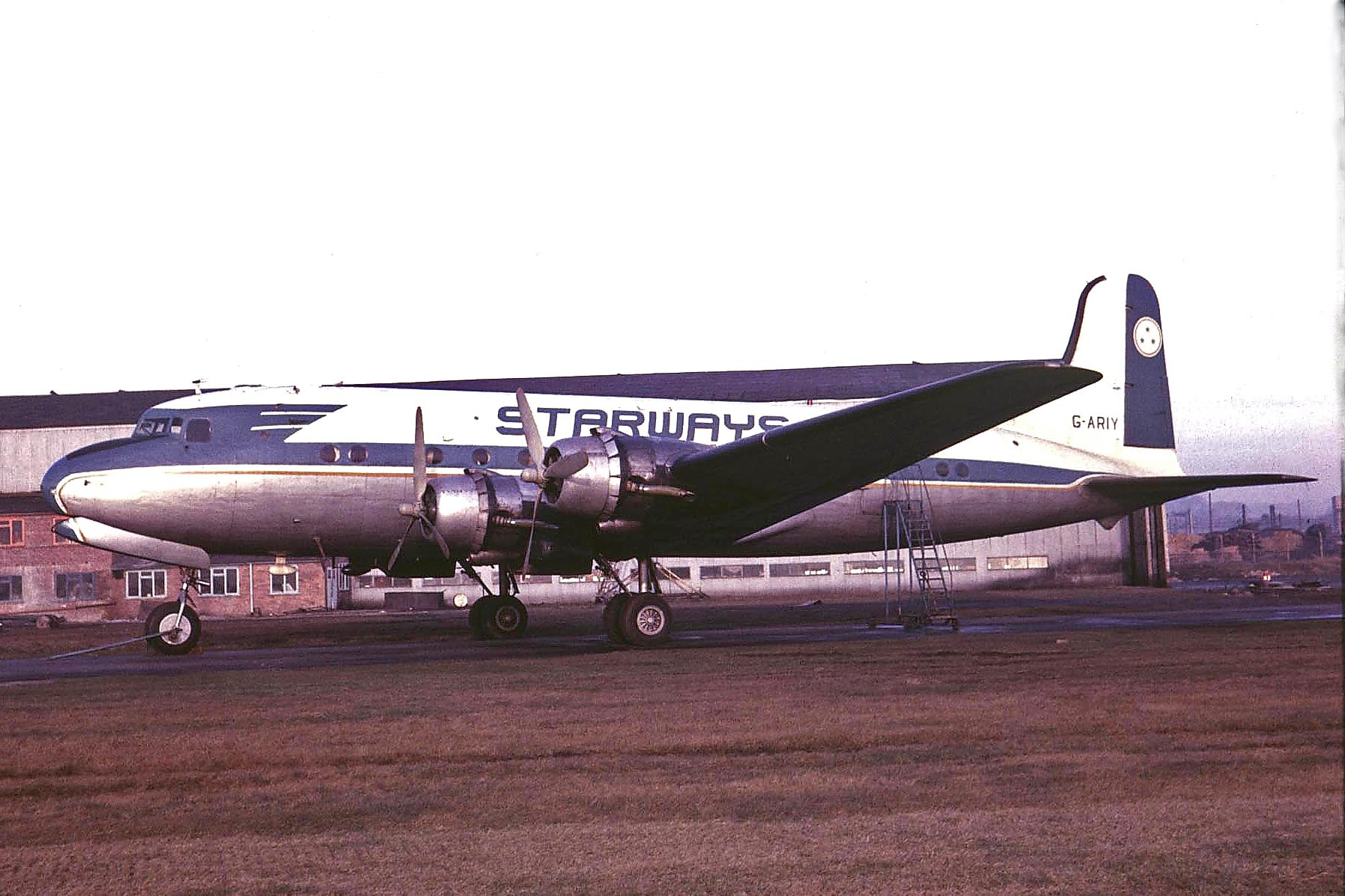
Starways DC-4, Liverpool 1. Januar 1964

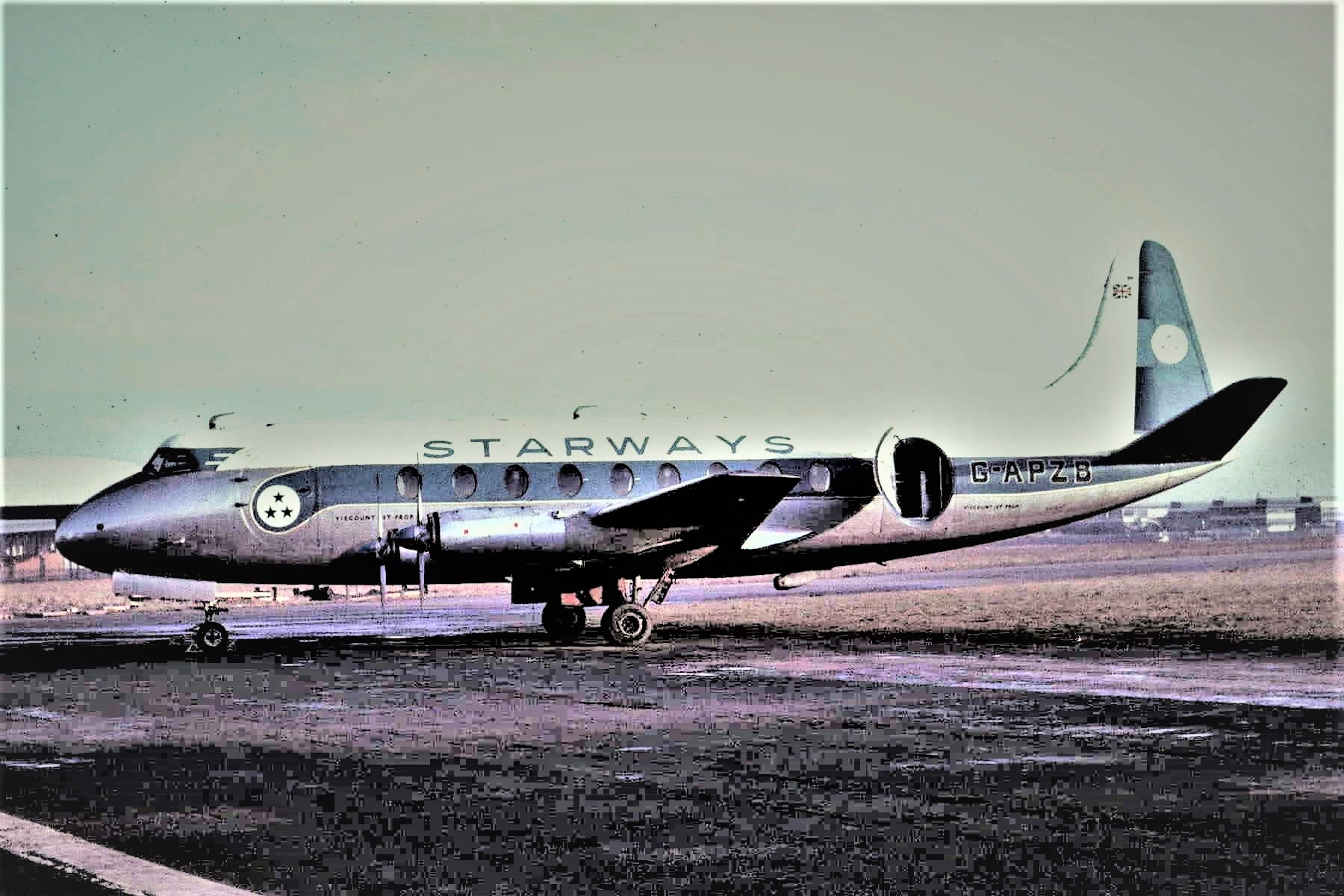
Starways Viscount 707, Liverpool 1. Januar 1964

Starways wurde am 7. Dezember 1948 gegründet und nahm im Januar 1949 den Flugbetrieb vom Flughafen Blackpool auf. Im Jahr 1950 verlegte Starways seine Basis auf den Flughafen Liverpool.
Eine erste Douglas DC-3 wurde im Oktober 1950 beschafft und gleich auf einem Charterflug nach Karatschi (Pakistan) eingesetzt.
Zu Anfang flog die Gesellschaft meist Zeitungen und Post. Später kamen Charterflüge mit Fracht und Passagieren dazu, ab 1953 dann auch planmäßige Inlandsflüge (Liverpool – Isle of Man) sowie internationale Charterflüge.
Starways flog verschiedene Ziele in ganz Europa ebenso an wie solche im Libanon, Saudi-Arabien und Kuwait.
Im Jahr 1957 kaufte man die erste von sechs Douglas DC-4, im Februar 1961 die erste von zwei Vickers Viscount der Serie 700.
Der eigene Flugbetrieb wurde am 31. Dezember 1963 eingestellt und Starways wurde ein Teil von British Eagle. Am 1. September 1964 wurde schließlich auch der Name in British Eagle (Liverpool) geändert.

## Flotte
Starways betrieb unter anderem folgende Flugzeugtypen:
- Auster V
- Avro Anson
- De Havilland DH.89 Dragon Rapide
- Douglas DC-3/C-47
- Douglas DC-4
- Miles Gemini
- Vickers Viscount 700

## Zwischenfälle
Bei Starways ereigneten sich drei Zwischenfälle mit Totalverlust des Flugzeuges:
- Am 28. März 1956 wurde eine Douglas DC-3/C-47B-35-DK der Starways (Luftfahrzeugkennzeichen G-AMRB) während des Anflugs auf den Flughafen Glasgow bei Largs, Schottland, (28 Kilometer westsüdwestlich des Ziels) direkt in einen 1250 Fuß (380 Meter) hohen Hügel geflogen. Eines der drei Besatzungsmitglieder wurde bei diesem CFIT (Controlled flight into terrain) auf dem Überführungsflug getötet.[6]

- Am 16. September 1961 wurde eine Douglas DC-4 (C-54D) (Kennzeichen G-APIN) am Boden von katangischen Kampfflugzeugen des Typs Fouga Magister zerstört. Das Flugzeug war auf dem Flughafen Kamina in Belgisch-Kongo geparkt.[7]

- Am 19. September 1961 kam es mit einer Douglas DC-4 (Kennzeichen G-ARJY) zu einer Bauchlandung nahe dem Flughafen Dublin. Alle 73 Insassen überlebten, das Flugzeug musste jedoch verschrottet werden.[8]